# Thermalito (Kalifornija)
Thermalito je naseljeno područje za statističke svrhe u američkoj saveznoj državi Kalifornija. Prema popisu stanovništva iz 2010. u njemu je živjelo 6.646 stanovnika.